# Ахі (соус)

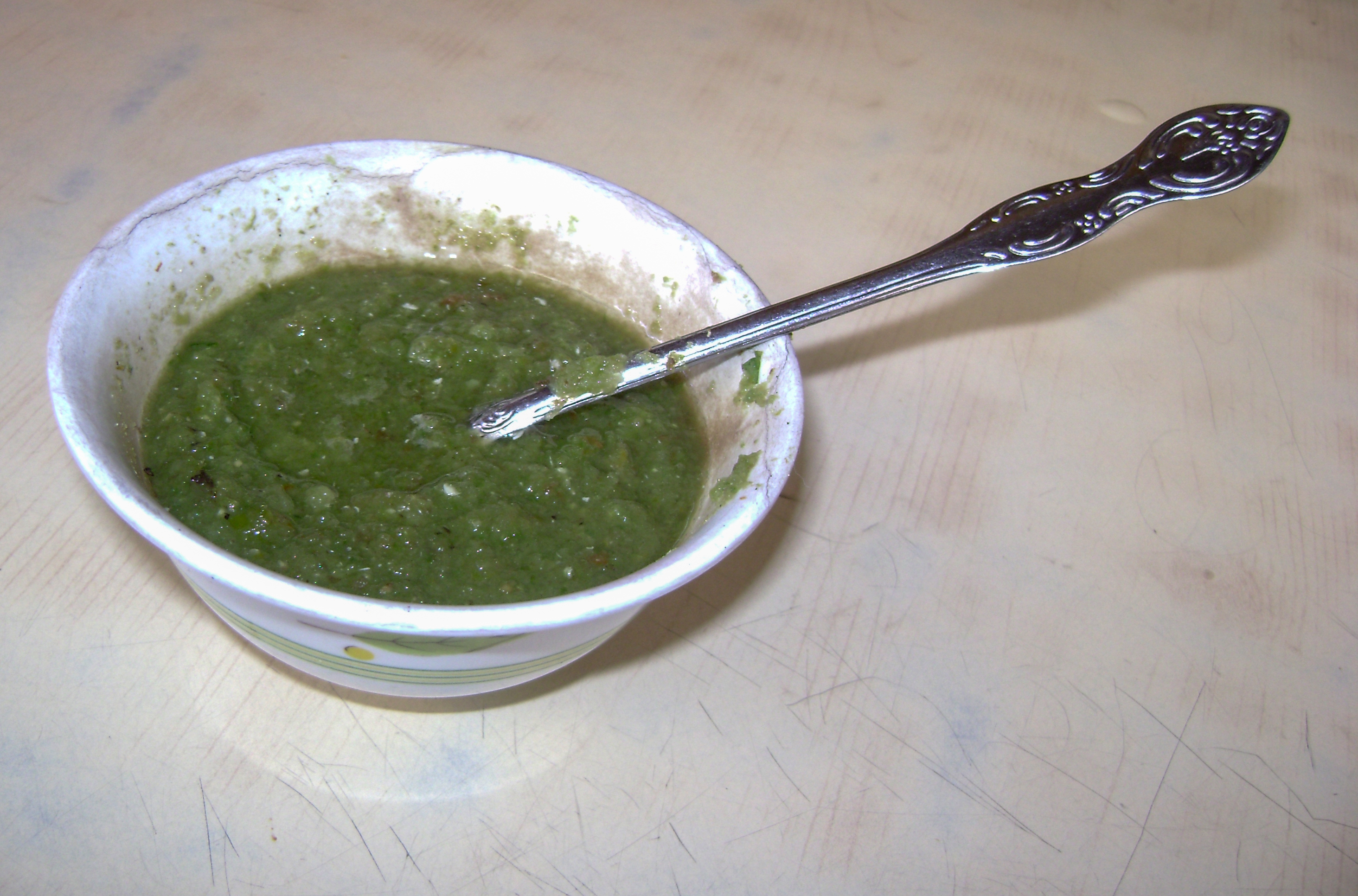
Зелений соус ахі на ринку в місті Уарас, Перу

Ахі (ісп. ají) — гострий соус, на основі однойменного сорту перцю (Capsicum baccatum), який також зазвичай містить помідори, коріандр, цибулю і воду.

## Рецепти
Ахі готували в Андських країнах, таких як Болівія, Колумбія та Перу, принаймні з часів інків, які називали його учу.
Рецепти значно варіюються залежно від автора та регіону, ґрунтуючись на вподобаннях. У Колумбії та Еквадорі їжа традиційно не гостра, тому ахи можна додавати практично до будь-якої страви, щоб додати трохи аромату та пікантності. Зазвичай його додають у такі страви, як м'ясні антикучос і чугчукарас, суп, чоризо або емпанада.
У Чилі є схожий різновид, відомий як ахі чилено («ахи чилійський»), який містить додатковий інгредієнт — лимонний сік.